# Boveresse
Boveresse är en ort i kommunen Val-de-Travers i kantonen Neuchâtel i Schweiz. Den ligger cirka 26,5 kilometer sydväst om Neuchâtel. Orten har 347 invånare (2021).
Orten var före den 1 januari 2009 en egen kommun, men slogs då samman med kommunerna Buttes, Couvet, Fleurier, Les Bayards, Môtiers, Noiraigue, Saint-Sulpice och Travers till den nya kommunen Val-de-Travers.